# The Girls and Daddy
The Girls and Daddy è un cortometraggio muto del 1909 diretto da David W. Griffith che appare anche tra gli attori in un piccolo ruolo in blackface, truccato da nero. Prodotto dall'American Mutoscope & Biograph, il film aveva come interpreti David Miles, Florence Lawrence, Dorothy West.

## Trama
Due ragazze sono oggetto delle attenzioni di due ladri.

## Produzione
Prodotto dall'American Mutoscope & Biograph, il film fu girato a Fort Lee, nel New Jersey e, in interni, negli studi di New York della Biograph.

## Distribuzione
Il copyright del film, richiesto dall'American Mutoscope and Biograph Co., fu registrato il 3 febbraio 1909 con il numero H122510.
Distribuito dall'American Mutoscope & Biograph, il film - un cortometraggio di 175 metri - uscì nelle sale statunitensi il 1º febbraio 1909. Copia del film (positivo in 35 mm) viene conservata negli archivi della Library of Congress.